# Æ̈
Cette page contient des caractères spéciaux ou non latins. S’ils s’affichent mal (▯, ?, etc.), consultez la page d’aide Unicode.
Æ̈ (minuscule : æ̈), appelé E dans l’A tréma, est un graphème utilisé comme lettre latine additionnelle dans l’écriture du huaorani. Elle est formée de la lettre Æ diacritée d’un tréma suscrit.

## Représentations informatiques
Le Æ tréma peut être représenté avec les caractères Unicode suivants :
- décomposé (latin de base, diacritiques) :

| Formes    | Représentations | Chaînes de caractères | Points de code | Descriptions                                 |
| --------- | --------------- | --------------------- | -------------- | -------------------------------------------- |
| majuscule | Æ̈               | Æ◌̈                    | U+00C6 U+0308  | lettre majuscule latine ae diacritique tréma |
| minuscule | æ̈               | æ◌̈                    | U+00E6 U+0308  | lettre minuscule latine ae diacritique tréma |